# University Peak (Antarktika)
Der University Peak ist ein Berg im ostantarktischen Viktorialand. In den Quartermain Mountains ragt er 4 km südsüdwestlich des West Beacon am Kopfende des University Valley auf. 
Der österreichische Biologe Heinz Janetschek (1913–1997) und der italienische Geologe Fiorenzo Cesare Ugolini (1929–2023), die beide von 1961 bis 1962 im Rahmen des United States Antarctic Research Program auf der McMurdo-Station tätig waren, nahmen im Januar 1962 die Benennung vor. Namensgeber sind ihre Universitäten, zum einen die Universität Innsbruck und ferner die Rutgers University.